# Thule Island
Thule Island är en ö i Sydgeorgien och Sydsandwichöarna (Storbritannien). Den ligger i den sydöstra delen av Sydgeorgien och Sydsandwichöarna. Arean är 5,5 kvadratkilometer. 